# Geschützter Landschaftsbestandteil Buchen-Feldgehölz in der Hachmecke
Der Geschützte Landschaftsbestandteil Buchen-Feldgehölz in der Hachmecke mit 0,33 ha Flächengröße liegt nordwestlich von Grönebach im Stadtgebiet von Winterberg. Das Gebiet wurde 2008 bei der Aufstellung vom Landschaftsplan Winterberg durch den Kreistag des Hochsauerlandkreises als Geschützter Landschaftsbestandteil (LB) ausgewiesen.

## Gebietsbeschreibung
Es handelt sich um einen Buchenbestand aus etwa 15 alten, verwachsenen Buchen mit einem Brusthöhendurchmesser von bis über 1,0 m.